# Grammy Award for Best New Artist
Der Grammy Award for Best New Artist, auf Deutsch „Grammy-Award für den besten neuen Künstler“, ist ein Musikpreis, der seit 1960 bei den jährlich stattfindenden Grammy Awards verliehen wird. Ausgezeichnet werden herausragende Musiker oder Bands, die im vorhergehenden Jahr das erste öffentlich wirksame und identitätsstiftende Werk veröffentlicht haben.
Er stellt eine der vier Genre-unabhängigen Hauptkategorien der Verleihung dar, kann also an Musiker jeder Musiksparte vergeben werden.

## Hintergrund und Geschichte
Die seit 1959 verliehenen Grammy Awards (eigentlich Grammophone Awards) werden jährlich in zahlreichen Kategorien von der Recording Academy, früher National Academy of Recording Arts and Sciences (NARAS), in den Vereinigten Staaten von Amerika vergeben, “to honor artistic achievement, technical proficiency and overall excellence in the recording industry, without regard to album sales or chart position” (deutsch: „um künstlerische Leistung, technische Kompetenz und hervorragende Gesamtleistung ohne Rücksicht auf die Album-Verkäufe oder Chart-Position zu ehren.“)
Der Grammy Award for Best New Artist wurde bereits bei den zweiten Verleihungen im Jahr 1960 erstmals vergeben und gehört seitdem, mit Ausnahme der Verleihungen 1967, zum festen Bestandteil der Grammy-Verleihungen. Offiziell wird er an neue Künstler verliehen, die während des vorhergehenden Jahres die erste Aufnahme veröffentlichte, die die öffentliche Identität des Künstlers darstellt. Dabei muss es sich nicht zwangsläufig um das erste Album eines Künstlers handeln.
Bis 2018 wurden, wie in allen Kategorien üblich, im Vorfeld fünf Nominierte bekanntgegeben. Dreimal gab es aufgrund von Stimmengleichheit mehr Kandidaten. 2019 wurde die Zahl der Nominierten in den vier Hauptkategorien auf acht und 2022 noch einmal auf zehn erhöht.
Gelegentlich wird der Gewinn dieses Grammys, mit unterschiedlichem Grad der Ernsthaftigkeit, als Fluch angesehen, da mehrere Künstler insbesondere in den 1970er und 1980er Jahren ihren Erfolg nach der Verleihung und dem Debütjahr nicht nochmals erreichten. Dieser Standpunkt wurde von Taffy Danoff, einem ehemaligen Mitglied der Starland Vocal Band 2002 in einem Interview für die Sendung 100 Greatest One Hit Wonders des Senders VH1 zum Ausdruck gebracht:

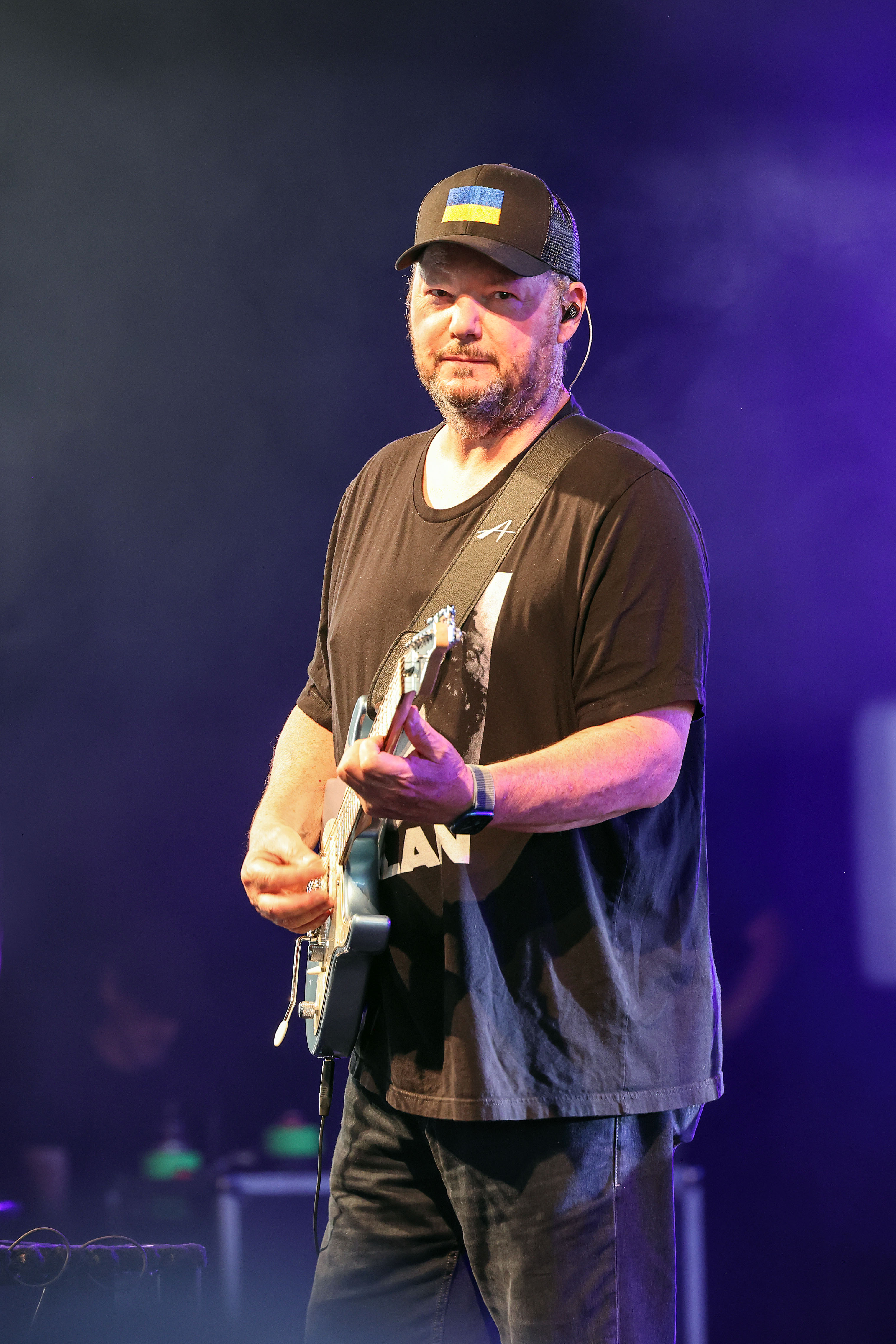
Christopher Cross (hier 2022) gewann 1981 als erster Künstler alle vier genre-unabhängigen Grammy Awards

“We got two of the five Grammys – one was Best New Artist. So that was basically the kiss of death and I feel sorry for everyone who’s gotten it since.”

„Wir bekamen zwei der fünf Grammys – einen davon als beste neue Künstler. Das war im Grunde der Todesstoß und seitdem tun mir alle Künstler leid, die ihn bekommen.“

Die Kategorie ist auch die einzige Kategorie, in der ein Grammy Award widerrufen wurde. Dies geschah im Jahre 1990, nachdem bekannt wurde, dass die Gewinner Milli Vanilli auf ihrem Debütalbum nicht ihren eigenen Gesang präsentiert hatten. Die Auszeichnung wurde widerrufen, jedoch nicht an einen anderen Künstler übergeben.

## Statistik
Von den 62 Awards, die seit der Erstverleihung vergeben wurden, gingen 31 an weibliche Solokünstler, 18 an Duos oder Bands und 13 an männliche Solokünstler (Stand: 2022). Die erste Frau, die ausgezeichnet wurde, war Bobbie Gentry im Jahr 1968 und mit der Vergabe an Cyndi Lauper im Jahr 1985 wurde zum ersten Mal ein Gleichstand zwischen Männern und Frauen erreicht. Zwischen 1997 und 2003 waren alle Gewinner weibliche Solokünstler und bis 2005 wurde der Grammy für 14 Jahre hintereinander nicht an männliche Solokünstler vergeben, wodurch der Anteil an männlichen Einzelkünstlern in dieser Kategorie deutlich zurückging. Bislang haben fünf Künstler zugleich den Grammy Award für das Album des Jahres im gleichen Jahr bekommen: Bob Newhart 1961, Christopher Cross 1981, Lauryn Hill 1999, Norah Jones 2003 und Billie Eilish 2020. Christopher Cross und Billie Eilish wurden zudem zusätzlich noch mit den Awards für die Aufnahme des Jahres und den Song des Jahres erhalten; Norah Jones wäre ebenfalls vierfach ausgezeichnet worden, ihre Credits wurden jedoch nicht verzeichnet. Nur zwei Künstler gewannen den Grammy Award für das Album des Jahres und verloren beim Award für den besten neuen Künstler: Vaughn Meader 1963 und Alanis Morissette im Jahr 1996.
1984 war das erste Jahr, in dem alle Nominierten aus Staaten außerhalb der Vereinigten Staaten kamen (Culture Club, die Eurythmics und Musical Youth kamen aus England, Big Country aus Schottland und Men Without Hats aus Kanada).

## Gewinner und nominierte Künstler
| Jahr                  | Künstler                          | Nationalität                              | Weitere nominierte Künstler | Bilder der Künstler                                                                                     |
| --------------------- | --------------------------------- | ----------------------------------------- | --- | --- |
| 1960                  | Bobby Darin                       | Vereinigte Staaten                        | - Edd Byrnes - Mark Murphy - Johnny Restivo - Mavis Rivers                                                                      | Bobby Darin, 1959                                                                                       |
| 1961                  | Bob Newhart                       | Vereinigte Staaten                        | - The Brothers Four - Miriam Makeba - Leontyne Price - Joanie Sommers                                                           | Bob Newhart (1987)                                                                                      |
| 1962                  | Peter Nero                        | Vereinigte Staaten                        | - Ann-Margret - Dick Gregory - The Lettermen - Timi Yuro                                                                        | Peter Nero mit Ethel Merman in Bell Telephone Hour                                                      |
| 1963                  | Robert Goulet                     | Vereinigte Staaten                        | - The Four Seasons - Vaughn Meader - The New Christy Minstrels - Peter, Paul and Mary - Allan Sherman                           | Robert Goulet (1988)                                                                                    |
| 1964                  | The Swingle Singers               | —                                         | - Vikki Carr - John Gary - The J’s with Jamie - Trini Lopez                                                                     | The Swingle Singers (1964)                                                                              |
| 1965                  | The Beatles                       | Vereinigtes Königreich                    | - Petula Clark - Astrud Gilberto - Antônio Carlos Jobim - Morgana King                                                          | The Beatles (1964)                                                                                      |
| 1966                  | Tom Jones                         | Vereinigtes Königreich                    | - The Byrds - Herman’s Hermits - Horst Jankowski - Marilyn Maye - Sonny & Cher - Glenn Yarbrough                                | Tom Jones in Düsseldorf (2009)                                                                          |
| 1967                  | —                                 | —                                         | — | |
| 1968                  | Bobbie Gentry                     | Vereinigte Staaten                        | - Lana Cantrell - The 5th Dimension - Harpers Bizarre - Jefferson Airplane                                                      | |
| 1969                  | José Feliciano                    | Puerto Rico                               | - Cream - Gary Puckett & the Union Gap - Jeannie C. Riley - O. C. Smith                                                         | José Feliciano bei einem Konzert (2007)                                                                 |
| 1970                  | Crosby, Stills & Nash             | Vereinigtes Königreich Vereinigte Staaten | - Chicago - Led Zeppelin - The Neon Philharmonic - Oliver                                                                       | Crosby, Stills & Nash bei einem Konzert im August 1974 (v.l. Stephen Stills, David Crosby, Graham Nash) |
| 1971                  | The Carpenters                    | Vereinigte Staaten                        | - Elton John - Melba Moore - Anne Murray - The Partridge Family                                                                 | The Carpenters: Karen Carpenter und Richard Carpenter                                                   |
| 1972                  | Carly Simon                       | Vereinigte Staaten                        | - Chase - Emerson, Lake & Palmer - Hamilton, Joe Frank & Reynolds - Bill Withers                                                | Carly Simons bei den Academy Awards 1989                                                                |
| 1973                  | America                           | Vereinigtes Königreich Vereinigte Staaten | - Harry Chapin - The Eagles - Loggins and Messina - John Prine                                                                  | America, 1972                                                                                           |
| 1974                  | Bette Midler                      | Vereinigte Staaten                        | - Eumir Deodato - Maureen McGovern - Marie Osmond - Barry White                                                                 | Bette Midler (1990)                                                                                     |
| 1975                  | Marvin Hamlisch                   | Vereinigte Staaten                        | - Bad Company - Johnny Bristol - David Essex - Graham Central Station - Phoebe Snow                                             | Marvin Hamlisch, 2011                                                                                   |
| 1976                  | Natalie Cole                      | Vereinigte Staaten                        | - Morris Albert - The Amazing Rhythm Aces - Brecker Brothers - KC and the Sunshine Band                                         | Natalie Cole 2002                                                                                       |
| 1977                  | Starland Vocal Band               | Vereinigte Staaten                        | - Boston - Dr. Buzzard’s Original Savannah Band - The Brothers Johnson - Wild Cherry                                            | |
| 1978                  | Debby Boone                       | Vereinigte Staaten                        | - Stephen Bishop - Shaun Cassidy - Foreigner - Andy Gibb                                                                        | Natalie Cole 2002                                                                                       |
| 1979                  | A Taste of Honey                  | Vereinigte Staaten                        | - The Cars - Elvis Costello - Chris Rea - Toto                                                                                  | |
| 1980                  | Rickie Lee Jones                  | Vereinigte Staaten                        | - The Blues Brothers - Dire Straits - The Knack - Robin Williams                                                                | Rickie Lee Jones, 2007                                                                                  |
| 1981                  | Christopher Cross                 | Vereinigte Staaten                        | - Irene Cara - Robbie Dupree - Amy Holland - The Pretenders                                                                     | Christopher Cross, 2008                                                                                 |
| 1982                  | Sheena Easton                     | Vereinigtes Königreich                    | - Adam and the Ants - The Go-Go’s - James Ingram - Luther Vandross                                                              | Sheena Easton, 2009                                                                                     |
| 1983                  | Men at Work                       | Australien                                | - Asia - Jennifer Holliday - The Human League - Stray Cats                                                                      | |
| 1984                  | Culture Club                      | Vereinigtes Königreich                    | - Big Country - Eurythmics - Men Without Hats - Musical Youth                                                                   | Boy George von Culture Club, 2011                                                                       |
| 1985                  | Cyndi Lauper                      | Vereinigte Staaten                        | - Sheila E. - Frankie Goes to Hollywood - Corey Hart - The Judds                                                                | Cyndi Lauper, 2008                                                                                      |
| 1986                  | Sade                              | Vereinigtes Königreich                    | - a-ha - Freddie Jackson - Katrina and the Waves - Julian Lennon                                                                | Sade Adu                                                                                                |
| 1987                  | Bruce Hornsby and the Range       | Vereinigte Staaten                        | - Glass Tiger - Nu Shooz - Simply Red - Timbuk 3                                                                                | Bruce Hornsby, 2007                                                                                     |
| 1988                  | Jody Watley                       | Vereinigte Staaten                        | - Breakfast Club - Cutting Crew - Terence Trent D’Arby - Swing Out Sister                                                       | Jody Watley, 1989                                                                                       |
| 1989                  | Tracy Chapman                     | Vereinigte Staaten                        | - Rick Astley - Toni Childs - Take 6 - Vanessa L. Williams                                                                      | Tracy Chapman, 2009                                                                                     |
| 1990                  | Milli Vanilli widerrufen          | Deutschland                               | - Neneh Cherry - Indigo Girls - Soul II Soul - Tone Lōc                                                                         | Milli Vanilli (l.u.r.) bei der Grammy-Verleihung 1990                                                   |
| 1991                  | Mariah Carey                      | Vereinigte Staaten                        | - The Black Crowes - The Kentucky Headhunters - Wilson Phillips - Lisa Stansfield                                               | Mariah Carey                                                                                            |
| 1992                  | Marc Cohn                         | Vereinigte Staaten                        | - Boyz II Men - C+C Music Factory - Color Me Badd - Seal                                                                        | Marc Cohn am Keyboard, Juli 2005                                                                        |
| 1993                  | Arrested Development              | Vereinigte Staaten                        | - Billy Ray Cyrus - Sophie B. Hawkins - Kris Kross - Jon Secada                                                                 | Arrested Development live in München 2006                                                               |
| 1994                  | Toni Braxton                      | Vereinigte Staaten                        | - Belly - Blind Melon - Digable Planets - SWV                                                                                   | Toni Braxton (2009)                                                                                     |
| 1995                  | Sheryl Crow                       | Vereinigte Staaten                        | - Ace of Base - Counting Crows - Crash Test Dummies - Green Day                                                                 | Sheryl Crow                                                                                             |
| 1996                  | Hootie & the Blowfish             | Vereinigte Staaten                        | - Brandy - Alanis Morissette - Joan Osborne - Shania Twain                                                                      | Hootie and the Blowfish, 1998                                                                           |
| 1997                  | LeAnn Rimes                       | Vereinigte Staaten                        | - Garbage - Jewel - No Doubt - The Tony Rich Project                                                                            | LeAnn Rimes, 2004                                                                                       |
| 1998                  | Paula Cole                        | Vereinigte Staaten                        | - Fiona Apple - Erykah Badu - Puff Daddy - Hanson                                                                               | Paula Cole, 2009                                                                                        |
| 1999                  | Lauryn Hill                       | Vereinigte Staaten                        | - Backstreet Boys - Andrea Bocelli - Dixie Chicks - Natalie Imbruglia                                                           | Lauryn Hill bei einem Konzert im Oktober 2005 im Central Park                                           |
| 2000                  | Christina Aguilera                | Vereinigte Staaten                        | - Macy Gray - Kid Rock - Britney Spears - Susan Tedeschi                                                                        | Christina Aguilera                                                                                      |
| 2001                  | Shelby Lynne                      | Vereinigte Staaten                        | - Brad Paisley - Papa Roach - Jill Scott - Sisqó                                                                                | Shelby Lynn, 2008                                                                                       |
| 2002                  | Alicia Keys                       | Vereinigte Staaten                        | - India.Arie - Nelly Furtado - David Gray - Linkin Park                                                                         | Alicia Keys                                                                                             |
| 2003                  | Norah Jones                       | Vereinigte Staaten                        | - Ashanti - Michelle Branch - Avril Lavigne - John Mayer                                                                        | Norah Jones                                                                                             |
| 2004                  | Evanescence                       | Vereinigte Staaten                        | - 50 Cent - Fountains of Wayne - Heather Headley - Sean Paul                                                                    | Amy Lee und Ben Moody, 2003                                                                             |
| 2005                  | Maroon 5                          | Vereinigte Staaten                        | - Los Lonely Boys - Joss Stone - Kanye West - Gretchen Wilson                                                                   | Maroon 5, 2005                                                                                          |
| 2006                  | John Legend                       | Vereinigte Staaten                        | - Ciara - Fall Out Boy - Keane - Sugarland                                                                                      | John Legend                                                                                             |
| 2007                  | Carrie Underwood                  | Vereinigte Staaten                        | - James Blunt - Chris Brown - Imogen Heap - Corinne Bailey Rae                                                                  | Carrie Underwood                                                                                        |
| 2008                  | Amy Winehouse                     | Vereinigtes Königreich                    | - Feist - Ledisi - Paramore - Taylor Swift                                                                                      | Amy Winehouse                                                                                           |
| 2009                  | Adele                             | Vereinigtes Königreich                    | - Duffy - Jonas Brothers - Lady Antebellum - Jazmine Sullivan                                                                   | Adele                                                                                                   |
| 2010                  | Zac Brown Band                    | Vereinigte Staaten                        | - Keri Hilson - MGMT - Silversun Pickups - The Ting Tings                                                                       | Zac Brown von der Zac Brown Band bei einem Konzert für im Irak stationierte Soldaten                    |
| 2011                  | Esperanza Spalding                | Vereinigte Staaten                        | - Justin Bieber - Drake - Florence + the Machine - Mumford & Sons                                                               | Esperanza Spalding, 2009                                                                                |
| 2012 12. Februar 2012 | Bon Iver                          | Vereinigte Staaten                        | - The Band Perry - J. Cole - Nicki Minaj - Skrillex                                                                             | Bon Iver                                                                                                |
| 2013 10. Februar 2013 | fun.                              | Vereinigte Staaten                        | - Alabama Shakes - Hunter Hayes - The Lumineers - Frank Ocean                                                                   | Sänger Nate Ruess auf der Bühne (2010)                                                                  |
| 2014 26. Januar 2014  | Macklemore & Ryan Lewis (als Duo) | Vereinigte Staaten                        | - James Blake - Kendrick Lamar - Kacey Musgraves - Ed Sheeran                                                                   | Macklemore & Ryan Lewis, 2011                                                                           |
| 2015 8. Februar 2015  | Sam Smith                         | Vereinigtes Königreich                    | - Iggy Azalea - Bastille - Brandy Clark - Haim                                                                                  | Sam Smith in Glasgow, 2014                                                                              |
| 2016 15. Februar 2016 | Meghan Trainor                    | Vereinigte Staaten                        | - Courtney Barnett - James Bay - Sam Hunt - Tori Kelly                                                                          | Meghan Trainor, 2015                                                                                    |
| 2017 12. Februar 2017 | Chance the Rapper                 | Vereinigte Staaten                        | - Kelsea Ballerini - The Chainsmokers - Maren Morris - Anderson .Paak                                                           | Chance the Rapper, 2013                                                                                 |
| 2018 28. Januar 2018  | Alessia Cara                      | Kanada                                    | - Khalid - Lil Uzi Vert - Julia Michaels - SZA                                                                                  | Alessia Cara, 2017                                                                                      |
| 2019 10. Februar 2019 | Dua Lipa                          | Vereinigtes Königreich                    | - Chloe x Halle - Luke Combs - Greta Van Fleet - H.E.R. - Margo Price - Bebe Rexha - Jorja Smith                                | Dua Lipa, 2018                                                                                          |
| 2020 26. Januar 2020  | Billie Eilish                     | Vereinigte Staaten                        | - Black Pumas - Lil Nas X - Lizzo - Maggie Rogers - Rosalía - Tank and the Bangas - Yola                                        | Billie Eilish (2019)                                                                                    |
| 2021 14. März 2021    | Megan Thee Stallion               | Vereinigte Staaten                        | - Ingrid Andress - Phoebe Bridgers - Chika - Noah Cyrus - D Smoke - Doja Cat - Kaytranada                                       | Megan Thee Stallion (2019)                                                                              |
| 2022 31. Januar 2022  | Olivia Rodrigo                    | Vereinigte Staaten                        | - Arooj Aftab - Jimmie Allen - Baby Keem - Finneas - Glass Animals - Japanese Breakfast - The Kid Laroi - Arlo Parks - Saweetie | Olivia Rodrigo (2021)                                                                                   |
| 2023 5. Februar 2023  | Samara Joy                        | Vereinigte Staaten                        | - Anitta - Omar Apollo - Domi & JD Beck - Muni Long - Latto - Måneskin - Tobe Nwigwe - Molly Tuttle - Wet Leg                   | Samara Joy auf dem INNtöne Jazzfestival (2022)                                                          |
| 2024 4. Februar 2024  | Victoria Monét                    | Vereinigte Staaten                        | - Gracie Abrams - Fred Again - Ice Spice - Jelly Roll - Coco Jones - Noah Kahan - The War and Treaty                            | Victoria Monét 2017                                                                                     |
| 2025 2. Februar 2025  | Chappell Roan                     | Vereinigte Staaten                        | - Benson Boone - Sabrina Carpenter - Doechii - Khruangbin - Raye - Shaboozey - Teddy Swims                                      | Chappell Roan 2022                                                                                      |

## Belege
1. ↑  Overview. National Academy of Recording Arts and Sciences, archiviert vom Original am 19. August 2012; abgerufen am 11. September 2014 (englisch).  Info: Der Archivlink wurde automatisch eingesetzt und noch nicht geprüft. Bitte prüfe Original- und Archivlink gemäß Anleitung und entferne dann diesen Hinweis.
2. ↑  Grammy Awards at a Glance. In: Los Angeles Times. Tribune Company, abgerufen am 19. Juli 2010 (englisch).
3. ↑  blog.washingtonpost.com
4. ↑  today.msnbc.msn.com (Memento des Originals vom 26. September 2012 im Internet Archive)  Info: Der Archivlink wurde automatisch eingesetzt und noch nicht geprüft. Bitte prüfe Original- und Archivlink gemäß Anleitung und entferne dann diesen Hinweis.
5. ↑  VH1's 100 Greatest One Hit Wonders (Memento des Originals vom 28. Juni 2011 im Internet Archive)  Info: Der Archivlink wurde automatisch eingesetzt und noch nicht geprüft. Bitte prüfe Original- und Archivlink gemäß Anleitung und entferne dann diesen Hinweis.
6. ↑  Chuck Gates: Jackson dominates Grammy list. In: Deseret News. Deseret News Publishing Company, 24. Februar 1984, abgerufen am 24. April 2010 (englisch).